# Hervé Guibert
Hervé Guibert, född 14 december 1955 i Saint-Cloud, Hauts-de-Seine, död 27 december 1991 i Clamart, var en fransk författare och fotograf, som under 1980-talet spelade en avgörande roll i att ändra den franska offentlighetens inställning till AIDS.

## Biografi
Guibert tillbringade uppväxtåren i Paris, innan han i femtonårsåldern flyttade till Rochelle. Efter studierna arbetade Guibert som skådespelare, men övergick senare till journalistiken och fotografin. 1977 debuterade han som romanförfattare med boken La Mort propagande, och året därpå fick han anställning på Le Monde.
1980-talet utmärktes för Guibert av flera uppmärksammade litterära insatser, bland annat manuset till L'homme blessé (1984), för vilken han tillsammans med Patrice Chéreau tilldelades Césarpriset. I boken L'Incognito (1989) skildrade Guibert sina år i Villa Medici i Rom, där han tillsammans med författaren Mathieu Lindon tillbringat två år som stipendiat.
Som författare var Guibert tidigt influerad av den franske författaren Jean Genet och, senare, österrikaren Thomas Bernhard. Tre älskare kom också att genom åren spela viktiga roller i Guiberts liv och författarskap: Thierry Jouno, som var föreståndare vid en kulturinstitution för döva (International Visual Theatre, en relation på vilken Guibert byggde romanen Des aveugles), filosofen Michel Foucault, som han mötte 1977, samt Vincent Marmousez, 15 år gammal när han 1982 först mötte Guibert och som inspirerade honom att skriva romanen Fou de Vincent (1989).
I januari 1988 diagnostiserades Guibert med AIDS. Efter det kom han i livets slutskede att ägna sin tid åt att dokumentera sjukdomen. I juni 1989 ingick han äktenskap med Christine Seemüller, Thierry Jounos partner, så att upphovsrättigheter och royalty-inkomster så småningom skulle tillfalla henne och Jounos två barn. 1990 avslöjade Guibert sin HIV-status offentligt i och med publiceringen av nyckelromanen À l'ami qui ne m'a pas sauvé la vie (publicerad på svenska som Till vännen som inte ville rädda mitt liv, i översättning av Anders Bodegård). Därmed hamnade Guibert i mediernas strålkastarljus, och han framträdde i ett flertal talkshows och tidningsintervjuer.
Guibert dog 36 år gammal i december 1991 i sviterna av AIDS. Två veckor tidigare hade han försökt att begå självmord. Efter hans död publicerades två ytterligare böcker om hans vardag och liv med sjukdomen: Le Protocole compassionnel och L'Homme au chapeau rouge (båda 1992). I samband med de postuma publiceringarna visades också filmen La Pudeur ou l'impudeur på fransk TV, en hemmagjord film som Guibert spelade in under sitt sista år i livet.